# Barbourion lemaii
Barbourion là một chi bướm đêm thuộc họ Sphingidae, chỉ gồm một loài Barbourion lemaii, được tìm thấy ở tây nam Trung Quốc (Vân Nam), miền bắc Thái Lan và miền bắc Việt Nam.
Đã ghi nhận có mẫu loài bườm này dạng trưởng thành xuất hiện từ tháng 3 đến tháng 8 ở độ cao trên 2.000 mét ở Thái Lan.